# Das Schwarze Quadrat (2021)
Das Schwarze Quadrat ist eine deutsche Filmkomödie von Peter Meister aus dem Jahr 2021 mit Bernhard Schütz, Jacob Matschenz und Sandra Hüller. Die Premiere war am 26. Oktober 2021 als Eröffnungsfilm auf den Internationalen Hofer Filmtagen; am 25. November 2021 kam der Film in die deutschsprachigen Kinos. Die Fernsehpremiere erfolgte am 5. Mai 2023 im Abendprogramm von Arte.

## Handlung
Die beiden Kunstdiebe Vincent und Nils haben das Malewitsch-Gemälde Das Schwarze Quadrat gestohlen, verpassen jedoch ihren Kontaktmann kurz vor dem Einchecken in ein Kreuzfahrtschiff und rauben zwei fremde Bordkarten, um unauffällig mitfahren zu können. Erst auf dem Schiff stellt sich heraus, dass sie nun die Identitäten von Elvis- und David-Bowie-Imitatoren haben, die für das Unterhaltungsprogramm verpflichtet wurden.
Während Vincents Bowie-Darstellung erbärmlich ist, kommt die Elvis-Imitation des zunächst unsicheren Nils überraschend gut an. Während ihres Auftritts wird das Bild allerdings von der Crew-Managerin Helen aus der Kabine gestohlen, die sich dadurch einen Gewinn erhofft. Vincent, selbst Maler, fertigt eine Kopie an, wobei seine improvisierte Farbe auch Urin enthält. Auch diese auffallend riechende Kopie wird entwendet. Eine zweite Kopie übergibt er schließlich und erhält eine große Bargeldsumme.
Aus Respekt vor dem Kunstwerk versuchen die beiden nun, auch das Original wieder aufzufinden. Die Verfolgungsjagd endet in einem absurden Showdown auf der Kleinkunstbühne vor Publikum, das das für eine Vorstellung hält. Während Vincent mit dem Original und einer Kopie in einer Rettungsinsel vom Schiff flieht, bleibt Nils mit der Pianistin Mia als seiner neuen Liebesbeziehung an Bord. Auf dem Wasser begegnet Vincent der kunstverständigen Martha, die nach dem Showdown über Bord geworfen wurde, und sie einigen sich.
Zum Schluss hängt das berühmte Bild wieder an seinem Platz im Museum, wobei den Kuratoren allerdings ein unangenehmer Uringeruch auffällt.

## Rezeption

### Kritik
Das Lexikon des internationalen Films vergibt einen von fünf Sternen und resümiert: „Die leichtgewichtige Krimikomödie setzt auf Schadenfreude, Klamauk und Fäkalhumor und präsentiert sich als Skurrilitäten-Show über den Kreuzfahrt-Kosmos, die jeden Sinn für das satirische Potenzial des Stoffes vermissen lässt.“
Axel Timo Purr rezensiert auf Artechock: „Peter Meisters fulminantes Regiedebüt ‚Das schwarze Quadrat‘ ist nicht nur eine Komödie, die sich vor Slapstick nicht scheut, sondern auch ein intelligentes Vexierspiel, das den Kunstbetrieb genauso hinterfragt wie Identitäten.“
In Blickpunkt:Film schreibt Heike Angemeier über die Eröffnung der 55. Internationalen Hofer Filmtage: „Auf der skurrilen, höchst sympathischen und vergnüglichen Kreuzfahrt, deren Ton zwischen lakonisch bis schrill variiert, wird über Kunst philosophiert – und Original und Fälschung, und es fließt auch Blut. Tatsächlich ist ‚Das schwarze Quadrat‘ weniger Krimi denn ein Beziehungsreigen, in dem sich gleich mehrere Paare entzweien und finden – und die zwei Hauptfiguren ihre Berufung. Ein liebevolles Überraschungsei und ein gelungener Eröffnungsfilm, der Laune macht.“
In der Filmkritik der epd Film kommt Britta Schmaus zu dem Fazit: „Wem bislang Kreuzfahrten ein Graus waren, erhält hier neues Grusel-Futter. »DAS SCHWARZE QUADRAT« ist eine liebevoll konstruierte, vergnügliche Klamotte mit ein paar logischen Brüchen und dem ein oder anderen Kalauer zu viel.“
Cinema kritisiert: „Die Geschichte klingt ziemlich albern, doch Peter Meisters Spielfilmdebüt ist alles andere als eine billige Verwechslungskomödie. Und das liegt nicht nur an den feinsinnigen Dialogen, die Wortwitz und Situationskomik auf beispielhafte Weise miteinander verbinden, sondern auch an dem extrem spielfreudigen Ensemble. Selbst Nebendarsteller*innen wie Pheline Roggan als Bordpianistin oder Christopher Schärf als ‚First Gentleman Host‘ überzeugen durch subtiles Mienenspiel und perfektes Timing. Erst gegen Ende, wenn sich die Ereignisse überschlagen, geht der Geschichte allmählich die Luft aus. Das ist schade, ändert aber nichts daran, dass dieses turbulente Katz-und-Maus-Spiel zu den besten deutschen Komödien seit Langem gehört.“
Zur Fernsehpremiere auf Arte vergibt Tilmann P. Gangloff in seiner Kritik auf tittelbach.tv fünf von sechs Sternen. Sein Fazit: „Witzige Dialoge, absurde Ideen, eine ausgezeichnete Ensemble-Leistung, dazu eine große Musik und eine vorzügliche Kameraarbeit: was für ein Langfilmdebüt!“

### Auszeichnungen
Internationale Hofer Filmtage 2021
Gewonnen
- Hofer Kritiker Preis – Beste Produktion
- Förderpreis Neues Deutsches Kino – Bester Film

Nominiert
- Bild-Kunst Förderpreis – Bestes Kostümbild (Katrin Aschendorf)
- Bild-Kunst Förderpreis – Bestes Szenenbild (Tim Tamke)

Deutscher Filmpreis 2022
Nominiert
- Beste weibliche Nebenrolle (Sandra Hüller)

Tankred-Dorst-Preis
Gewonnen
- Bestes Drehbuch 2018[12]